# Kirsten Zöllner
Kirsten Zöllner (* 2. August 1981 in Hannover) ist ein ehemaliger deutscher Basketballnationalspieler.

## Leben
Zöllner startete seine sportliche Karriere als 16-Jähriger beim Turn Klub Hannover. Im Jahr 2001 zog der 2,15 m große Center in die USA, wo er neben seinem Studium in der NCAA zunächst beim Boston College und von 2003 bis 2006 für die University of Albany spielte. Mit Albany erreichte er 2006 die Meisterschaft der Eastern Conference. Danach wechselte er für eine Saison zum griechischen Zweitligisten AONS Milonas Athen.
Seit der Saison 2007/08 stand Kirsten Zöllner beim deutschen Bundesligisten Skyliners Frankfurt unter Vertrag. Er bestritt ein Länderspiel im Trikot der deutschen Basketballnationalmannschaft. Nachdem er bereits in seiner ersten Saison in Frankfurt häufig von Verletzungen behindert worden war und er nach einer Knieoperation in der Sommerpause in seiner zweiten Saison beim Team zu keinem einzigen Einsatz gekommen war, beendete er im Dezember 2008 seine sportliche Laufbahn aufgrund eines Knorpelschadens im rechten Knie.